# シュラークバル
シュラークバル（Schlagball）は、イギリスのクリケットが原形とされるドイツ式野球のこと。ドイツ語で「球を打つこと」という意味。1890年代にドイツで始まり、20世紀初めにドイツで流行した。第2次世界大戦後衰退したが、最近ではドイツで再び人気が出ている。現在、夏にドイツ北部の2島でトーナメント大会が開かれている。
日本においては、第1次世界大戦中にドイツ兵捕虜約1,000人を収容した徳島県鳴門市の板東俘虜収容所内で盛んだったが、1920年1月に最後のドイツ兵が帰還して以降ほとんど行われていない。

## ルール
- 試合時間
  - 30分～1時間程度。
- 人数
  - 1チームにつき12人。
- ボール
  - 革製で直径7センチ、重さ80グラム前後。通常は赤い色のボールを使う。
- バット
  - 木製で太さ3センチ、長さ60～120センチ。
- 競技場
  - 前方後方墳に似た形状をしている。打席は縦5m、横25m。走塁ゾーンは縦70m（50m、60mとするものもある）、横25mで左右のライン上35m地点に中間ポールがある。走者用ポールは打席から60m離れて2つあり、2つのポールの間隔は4m（2mとするものもある）。ホームランゾーンは台形を逆さにした形状をしており、下底は25mで上底に向けて140mのラインが引かれている。観客席はフィールドのラインから10m離れている。
- 打撃
  - あらかじめ決められた順番に打席に入り、打者は自分でボールを投げ上げて片手か両手で打つ。
- 走塁・得点
  - 打球がフィールド内に入ったら、打者は60m離れた走者用ポールに向かって走り、ポールを回ってホームに帰れば1点。ポールのところで止まってもよい。ボールを当てられないようにジグザグに走っても良い。ポールのそばに立っているときはアウトにならない。ホームランは1点（走者が1人いる場合は2点）。交代点（守備側が交代権を得る）、捕球点（守備側がじかにフライを捕る）などもある。
- 守備
  - 12人はどこで守ってもよい。ただし、打撃や走塁を妨げてはならない。
- アウト
  - ホームランゾーン以外でフライを捕球する（走塁ゾーンおよびホームランゾーンの外側で捕ってもアウト）。
  - 走者にボールを当てる（走者の近くの人にボールを回してもよいが、ボールを持って走ってはならない）。
  - 打球が走塁ゾーン及びホームランゾーンの外に落ちる。
  - ゴロが中間ポールの内側で、走塁ゾーンの外に出る。
  - 走者が走塁ゾーンの外に出る、他。
- 攻守交替
  - 攻撃側が一人アウトになったとき。
  - 前の守備側が交代に手間取っている間に、新しい守備側がフィールド内の相手の選手にボールをぶつける。
- その他
  - 投手はおらず、グローブはない。
  - 走者用ポールは打席から60m離れているが、打者が女性と14歳以下の子どもの場合、10m、20m短い50m、40mでもよい。